# Antiklinal

Antiklinal

Antiform är en uppåtböjd del av en veckad berggrund (flexur). Se exempel Spetsbergen.
När en del av jordskorpan pressas ihop i samband med att två tektoniska plattor rör sig mot varandra, kan berggrunden tryckas ihop och veckas. De veck som bildas går upp och ned i en båge. 
De uppåtriktade vecken, kammar, kallas antiforma och de nedåtveckade delarna, trågen, kallas synforma.
Om de inre delarna i vecken är äldst, kallas det antiklinal, oavsett åt vilket håll vecket är riktat. Är det tvärtom så att de yngsta bergarterna är de som finns i de inre delarna av vecket, kallas det synklinal.